# Digimon Adventure tri.
Digimon Adventure tri. (japanisch デジモンアドベンチャーtri. Dejimon Adobenchā tri.) ist eine von 2015 bis 2018 in Japan erschienene Anime-Filmreihe, die von Tōei Animation produziert wurde. Es ist die siebte Anime-Staffel von Akiyoshi Hongōs Digimon-Franchises, welche die 1999 und 2000 erschienenen Serien Digimon und Digimon 02 weiterführt, um den 15. Geburtstag des Digimon-Franchises zu zelebrieren. Digimon Adventure tri. ist als sechsteilige Kinofilmreihe konzipiert worden. Der erste Film Saikai (再会, „Wiedersehen“) ist am 21. November 2015 in den japanischen Kinos angelaufen.

## Handlung
Die Handlung von Digimon Adventure tri. setzt sechs Jahre nach den Geschehnissen in Digimon und drei Jahre nach den von Digimon 02 ein. Die Welt hat sich verändert und Tai und seine Freunde sind älter geworden. Gemeinsam gehen sie auf die Oberschule – wie ganz normale Teenager. Trotzdem verbergen Tai und seine Freunde ein Geheimnis: Sie sind Digiritter, die vor einiger Zeit in die digitale Welt gezogen wurden und haben dort eine Verbindung mit digitalen Monstern aufgebaut. Jetzt müssen die Jugendlichen gemeinsam mit ihren Partnern, den Digimon, in die fantastische Parallelwelt zurückkehren und diese vor dem Bösen beschützen.

## Synchronisation
Die Rollen der acht Digiritter wurden aufgrund des Zeitsprungs im Franchise im japanischen Original umbesetzt, während die Sprecher der Digimon aus der ersten Serie übernommen wurden. In der deutschen Fassung wurden, bis auf den Sprecher der Figur Izzy, alle Synchronsprecher der Originalserie übernommen. Die deutsche Synchronisation wurde von Tōei Animation in Auftrag gegeben und durch die Berliner Synchronisationsfirma RRP Media GmbH erstellt, der Nachfolgerfirma von MME Studios GmbH, das für die Synchronisation der Vorgängerserien zuständig war.
| Rolle (jp./dt.)                 | Japanischer Sprecher (Seiyū) | Deutscher Sprecher                                |
| ------------------------------- | ---------------------------- | ------------------------------------------------- |
| Taichi Yagami / Tai Yagami      | Natsuki Hanae                | Florian Knorn                                     |
| Yamato Ishida / Matt Ishida     | Yoshimasa Hosoya             | Robin Kahnmeyer                                   |
| Sora Takenouchi                 | Suzuko Mimori                | Sonja Spuhl                                       |
| Kōshirō Izumi / Izzy Izumi      | Mutsumi Tamura               | Christian Zeiger (1–3) Christopher Kohn (4–6)     |
| Mimi Tachikawa                  | Hitomi Yoshida               | Giuliana Jakobeit                                 |
| Jō Kido / Joe Kido              | Junya Ikeda                  | Marius Clarén                                     |
| Takeru Takaishi / T.K. Takaishi | Junya Enoki                  | Nicolás Artajo                                    |
| Hikari Yagami / Kari Yagami     | Mao Ichimichi                | Marie-Luise Schramm (1–3) Josephine Schmidt (4–6) |
| Meiko Mochizuki                 | Miho Arakawa                 | Alice Bauer                                       |
| Agumon                          | Chika Sakamoto               | Gerald Schaale                                    |
| Gabumon                         | Mayumi Yamaguchi             | Julien Haggége                                    |
| Piyomon / Biyomon               | Atori Shigematsu             | Daniela Reidies                                   |
| Tentomon                        | Takahiro Sakurai             | Joachim Kaps                                      |
| Palmon                          | Kinoko Yamada                | Gabriele Schramm-Philipp                          |
| Gomamon                         | Junko Takeuchi               | Rainer Fritzsche                                  |
| Patamon                         | Miwa Matsumoto               | Hans Hohlbein                                     |
| Tailmon / Gatomon               | Yuka Tokumitsu               | Katrin Zimmermann                                 |
| Meikuumon                       | Yukiko Morishita             | Sarah Alles                                       |
| Erzähler                        | Hiroaki Hirata               | Kim Hasper                                        |

## Produktion
Die neue Serie wurde erstmals auf dem Digimon Adventure 15th Anniversary Event am 1. August 2014 vorgestellt. Einige Details der Handlung wurden am 7. September 2014 vorgestellt. Am 13. Dezember 2014 gab Toei Animation den Namen und die Mitarbeiter bekannt. Die Serie wird von Keitarō Motonaga geleitet mit dem Skript von Yūko Kakihara und Charakterdesign von Atsuya Uki. Die Filmmusik stammt von Kō Sakabe, wobei Kōji Wada und Ayumi Miyazaki die Titel Butter-Fly und Brave Heart neu komponieren.

## Veröffentlichung
Der erste Film Saikai (再会, „Wiedersehen“) erschien am 21. November 2015 in zehn japanischen Kinos. Die Aufführungen des ursprünglich auf drei Wochen beschränkten Films wurden aufgrund der Nachfrage fortgesetzt, sodass der Film bis Anfang Januar 2016 in den zehn Kinos 229 Millionen Yen (1,8 Mio. €) einspielte. Bedingt durch die frühere Zeitzone erschien der Film bereits am 20. November 2015 in den Vereinigten Staaten, Kanada, Südafrika, Australien, Neuseeland und Lateinamerika im Original mit englischen, arabischen, portugiesischen und spanischen Untertiteln in Form von vier Einzelepisoden auf Crunchyroll. Bereits am 22. November 2015 wurde der Film zudem zur Primetime auf dem deutschen Pay-TV-Sender Animax Deutschland im Originalton mit deutschen Untertiteln ausgestrahlt. Der Film wurde am 18. Dezember 2015 auf Blu-ray und DVD veröffentlicht.
Mit der Kinovorführung des ersten Filmes wurde der Start des zweiten Ketsui (決意, „Entschluss“) für den 12. März 2016 angekündigt. Auch der zweite Film wurde nur einen Tag nach dem japanischen Kinostart von Animax Deutschland mit dem Titel Kapitel 2: Entschluss im Originalton mit deutschen Untertitel gezeigt. Weitere OmU-Premieren auf Animax fanden nicht mehr statt.
Auf der AnimagiC 2016 wurde bekanntgegeben, dass die ersten drei Filme 2017 in einer deutsch synchronisierten Fassung im Vertrieb von KSM Anime sowohl im Kino aufgeführt als auch wenig später auf DVD und Blu-ray veröffentlicht werden.
Der erste Film lief am 21. Mai 2017 in über 150 deutschen und österreichischen Kinos und wurde von rund 10.600 Besuchern in Deutschland und 1.500 Besuchern in Österreich gesehen. Zwei Tage später kündigte KSM eine limitierte und eine normale DVD- und Blu-ray-Fassung des Films an. Die limitierte Fassung umfasst eine FuturePak und einen kleinen Pappaufsteller (genannt Digimin) und erscheint immer zwei Wochen früher als die normale Fassung exklusiv beim Partner-Online-Shop Anime Planet. Diese Veröffentlichungsmethode wird bei allen Filmen beibehalten. Am 2. Juli 2017 kam der zweite Film in die Kinos und schaffte es mit 8.400 deutschen Besuchern in den deutschen Kinocharts der Kalenderwoche 26 auf Platz 24. Der dritte Film kam am 13. August 2017 in die Kinos, erreichte etwa 7.600 Besucher in Deutschland und Platz 21 der deutschen Kinocharts in der Kalenderwoche 32. Vor der Veröffentlichung des dritten Films verkündete KSM, dass sie für die Filme 4 und 5 die Rechte bekommen haben und diese 2018 ins Kino kommen. Der vierte Film wurde am 11. März 2018 in den deutschen und österreichischen Kinos erstmals auf Deutsch gezeigt. Der Film lief in 137 Kinos, wurde von 7.747 Besuchern geschaut und schaffte es auf Platz 14 der Kino-Charts. Der fünfte Film wurde am 7. Oktober 2018 in 130 Kinos gezeigt und wurde von 6150 Besuchern angesehen, was Platz 18 einbrachte. Der Film konnte knapp 80.000 Euro einspielen. Der finale Film wurde am 10. März 2019 gezeigt, dabei wurden 6.290 Karten in 151 Kinos in Deutschland verkauft.
KSM Anime sah sich nach dem Heimvideo-Veröffentlichung der ersten drei Filme vermehrt Kritik seitens einiger Fans ausgesetzt. Grund hierfür waren diverse inhaltliche Fehler in der deutschen Synchronisation. KSM wendete sich daraufhin an die Fans und erklärte ihnen, dass man die Synchronisation der ersten drei Filme nicht selbst produziert, sondern schon die fertige Synchronisation vom Lizenzgeber Toei gekauft habe. Man habe aber nun mit dem Lizenzgeber eine Vereinbarung für den vierten und fünften Film getroffen, sodass KSM über die deutschen Dialogbücher schauen und entsprechend rechtzeitig reagieren könne. Im Zeitraum vom 24. September 2019 bis 8. Oktober 2019 zeigte der TV-Sender Prosieben Maxx die ersten drei Filme als Free-TV-Premieren.
| Deutscher Titel           | Originaltitel                                   | jap. Premiere                                         | dt. Premiere | FSK- / JMK- Freigabe | Länge (Minuten) | Episoden- aufteilung im Simulcast |
| ------------------------- | ----------------------------------------------- | ----------------------------------------------------- | --- | -------------------- | --------------- | --------------------------------- |
| Chapter 1 – Reunion       | 第1章「再会」 Dai 1-shō Saikai                  | 21. November 2015 (Kino) 18. Dezember 2015 (DVD & BD) | 22. November 2015 (OmU, Animax) 21. Mai 2017 (Kino) 7. August 2017 (limitierte DVD & BD) 21. August 2017 (normale DVD & BD) 24. September 2019 (Free-TV) | 6 / 6                | 96              | 1–4 (4)                           |
| Chapter 2 – Determination | 第2章「決意」 Dai 2-shō Ketsui                  | 12. März 2016 (Kino) 2. April 2016 (DVD & BD)         | 13. März 2016 (OmU, Animax) 2. Juli 2017 (Kino) 9. Oktober 2017 (limitierte DVD & BD) 21. Oktober 2017 (normale DVD & BD) 1. Oktober 2019 (Free-TV)      | 6 / 8                | 88              | 5–8 (4)                           |
| Chapter 3 – Confession    | 第3章「告白」 Dai 3-shō Kokuhaku                | 24. September 2016 (Kino) 2. November 2016 (DVD & BD) | 13. August 2017 (Kino) 30. Oktober 2017 (limitierte DVD & BD) 14. November 2017 (normale DVD & BD) 8. Oktober 2019 (Free-TV)                             | 6 / 6                | 106             | 9–13 (5)                          |
| Chapter 4 – Lost          | 第4章「喪失」 Dai 4-shō Sōshitsu                | 25. Februar 2017 (Kino) 4. April 2017 (DVD & BD)      | 11. März 2018 (Kino) 3. Mai 2018 (limitierte DVD & BD) 17. Mai 2018 (normale DVD & BD)                                                                   | 6 / 10               | 82              | 14–17 (4)                         |
| Chapter 5 – Coexistence   | 第5章「共生」 Dai 5-shō Kyōsei                  | 30. September 2017 (Kino) 2. November 2017 (DVD & BD) | 7. Oktober 2018 (Kino) 15. November 2018 (limitierte & normale DVD & BD)                                                                                 | 12 / 8               | 89              | 18–21 (4)                         |
| Chapter 6 – Our Future    | 第6章「ぼくらの未来」 Dai 6-shō Bokura no Mirai | 5. Mai 2018 (Kino) 2. Juni 2018 (DVD & BD)            | 10. März 2019 (Kino) 22. Mai 2019 (limitierte & normale DVD & BD)                                                                                        | 12 / 8               | 98              | 22–26 (5)                         |